# Веццано
Вецца́но (итал. Vezzano) — коммуна в Италии, располагается в регионе Трентино — Альто-Адидже, в провинции Тренто, центр сообщества Валле-дей-Лаги.
Население составляет 2100 человек (2008 г.), плотность населения составляет 67 чел./км². Занимает площадь 31 км². Почтовый индекс — 38070. Телефонный код — 0461.
Покровителем коммуны почитается святой Валентин, празднование 14 февраля.

## Демография
Динамика населения:

## Администрация коммуны
- Официальный сайт: https://web.archive.org/web/20060818102808/http://www.comune.vezzano.tn.it/